# Maurice Sarazac
Maurice Sarazac, né le 17 décembre 1908 à Liorac-sur-Louyre et mort le 28 octobre 1974 à Bordeaux, est un militaire et résistant français, compagnon de la Libération. 

## Biographie

### Jeunesse et engagement
Fils d'instituteur, Maurice Sarazac naît le 17 décembre 1908 à Liorac-sur-Louyre, en Dordogne. Choisissant de s'engager dans l'armée, il intègre l'École spéciale militaire de Saint-Cyr en 1930, au sein de la promotion Joffre où il rencontre d'autres futurs Compagnon de la Libération tels que Henri Fougerat, Jacques Soufflet et Robert Quilichini. À sa sortir d'école en 1932, il est affecté aux troupes coloniales et devient méhariste en Afrique-Occidentale française. À partir de 1938, au Tchad, il prend successivement le commandement du groupe nomade du Kanem et du groupe nomade du Tibesti au sein du régiment de tirailleurs sénégalais du Tchad (RTST).

### Seconde Guerre mondiale
En 1940, il apprend la signature de l'armistice du 22 juin 1940 alors qu'il se trouve en plein désert lors d'une patrouille,. Le 26 août suivant, lorsque la colonie du Tchad se rallie à la France libre, Maurice Sarazac n'hésite pas et s'engage à son tour dans les forces françaises libres,. Toujours à la tête du groupe nomade du Tibesti au RTST, il est chargé par le colonel Leclerc de la surveillance des mouvements ennemis. Au sein de la colonne Leclerc engagée dans la guerre du désert, il s'infiltre en Libye pour mener un raid contre le poste italien de Tédjéré du 23 décembre 1940 au 15 janvier 1941,. Il participe ensuite à la première campagne du Fezzan en février et mars 1942, puis à la seconde de décembre 1942 à janvier 1943,. Ses actions lors de ces deux campagnes lui valent de recevoir deux citations à l'ordre de la division, notamment après s'être emparé de la position fortifiée de Gatroum où il fait de nombreux prisonniers. Après la fin de la campagne de Tunisie, il participe à la constitution de la 2e division blindée (2e DB) en devenant commandant de la 10e compagnie du régiment de marche du Tchad qui est créée à partir du personnel métropolitain du RTST,.
Maurice Sarazac débarque sur Utah Beach avec la 2e DB en août 1944 et prend part à la bataille de Normandie. Il s'illustre le 13 août à Argentan où il s'infiltre avec sa colonne et détruit un grand nombre d'ennemis et de véhicules, action lui valant une citation à l'ordre de l'armée,. Suivant l'avancée de la division, il participe à la Libération de Paris puis à la bataille des Vosges et à la campagne de Lorraine au cours desquelles il se distingue à nouveau, à Andelot le 18 septembre 1944 lorsqu'il capture l'Oberst commandant la garnison puis à Montigny, à la fin du mois d'octobre, en occupant et tenant le village malgré plusieurs contre-attaques ennemies,. Promu chef de bataillon, il prend part à la bataille d'Alsace puis à l'invasion de l'Allemagne jusqu'à Berchtesgaden,. La campagne européenne terminée, il se porte volontaire pour aller combattre les japonais en Indochine au sein du corps expéditionnaire français en Extrême-Orient,.

### Après-Guerre
L'empire du Japon ayant capitulé avant l'arrivée du corps expéditionnaire, ce dernier se retrouve confronté au Việt Minh et s'engage dans les prémices de la guerre d'Indochine. Sous les ordres du colonel Massu, Maurice Sarazac participe aux opérations de la plaine des Joncs et aux combats autour de Song-Bé, Quan-Hoï et Min-Tonh. Il prend ensuite part au bombardement de Haïphong en novembre 1946 et aux combats de Bắc Ninh.
Il quitte l'Extrême-Orient en mars 1947 pour retourner en Afrique où il occupe le poste de gouverneur militaire de la province du Fezzan. Il est ensuite promu lieutenant-colonel et rentre en France où il prend le commandement du 3e régiment d'infanterie coloniale avant de partir pour l'Allemagne où il est chef de corps du 110e régiment d'infanterie coloniale. Il retrouve l'Afrique en 1954 lorsqu'il devient sous-chef d'état-major des troupes françaises de Tunisie, poste qu'il occupe jusqu'en 1957.
De retour en France en 1958 pour prendre la tête du 1er régiment d'infanterie coloniale à Versailles, il repart ensuite pour l'Afrique, cette fois en Algérie, où il est nommé général de brigade pour diriger le bureau des Affaires algériennes. Il se retrouve ainsi plongé au cœur des évènements, notamment lors des manifestations de décembre 1960. Revenu en métropole, il est chef de la subdivision militaire des Basses-Pyrénées et est nommé général de division. Il reste dans cette région lorsqu'il prend sa retraite et s'installe dans le village de Serres-Castet.
Maurice Sarazac meurt le 28 octobre 1974 à Bordeaux et est inhumé à Serres-Castet.

## Décorations
|  |  |  |  |  |  |  |  |  |
|  |  |  |  |  |  |  |  |  |
|  |  |  |  |  |  |  |  |  |
|  |  |  |  |  |  |  |  |  |
|  |  |  |  |  |  |  |  |  |
|  |  |  |  |  |  |  |  |  |

| Commandeur de l'ordre de la Légion d'Honneur                      | Commandeur de l'ordre de la Légion d'Honneur                      | Commandeur de l'ordre de la Légion d'Honneur                      | Compagnon de la Libération Par décret du 23 mai 1942                           | Compagnon de la Libération Par décret du 23 mai 1942                           | Compagnon de la Libération Par décret du 23 mai 1942                           | Officier de l'ordre national du Mérite                                                            | Officier de l'ordre national du Mérite                                                            | Officier de l'ordre national du Mérite                                                            |
| Croix de guerre 1939-1945 Avec une palme et deux étoiles d'argent | Croix de guerre 1939-1945 Avec une palme et deux étoiles d'argent | Croix de guerre 1939-1945 Avec une palme et deux étoiles d'argent | Croix de la Valeur militaire Avec une étoile de vermeil et une étoile d'argent | Croix de la Valeur militaire Avec une étoile de vermeil et une étoile d'argent | Croix de la Valeur militaire Avec une étoile de vermeil et une étoile d'argent | Chevalier de l'ordre du Mérite agricole                                                           | Chevalier de l'ordre du Mérite agricole                                                           | Chevalier de l'ordre du Mérite agricole                                                           |
| Chevalier de l'ordre du Mérite saharien                           | Chevalier de l'ordre du Mérite saharien                           | Chevalier de l'ordre du Mérite saharien                           | Croix du combattant volontaire Avec agrafe « Guerre 1939-1945 »                | Croix du combattant volontaire Avec agrafe « Guerre 1939-1945 »                | Croix du combattant volontaire Avec agrafe « Guerre 1939-1945 »                | Médaille coloniale Avec agrafes « Tchad », « Libye », « Fezzan », « Tunisie » et « Tripolitaine » | Médaille coloniale Avec agrafes « Tchad », « Libye », « Fezzan », « Tunisie » et « Tripolitaine » | Médaille coloniale Avec agrafes « Tchad », « Libye », « Fezzan », « Tunisie » et « Tripolitaine » |
| Médaille commémorative française de la guerre 1939-1945           | Médaille commémorative française de la guerre 1939-1945           | Médaille commémorative française de la guerre 1939-1945           | Médaille commémorative de la campagne d'Indochine                              | Médaille commémorative de la campagne d'Indochine                              | Médaille commémorative de la campagne d'Indochine                              | Commandeur de l'ordre du Dragon d'Annam                                                           | Commandeur de l'ordre du Dragon d'Annam                                                           | Commandeur de l'ordre du Dragon d'Annam                                                           |
| Commandeur du Nichan Iftikhar (Tunisie)                           | Commandeur du Nichan Iftikhar (Tunisie)                           | Commandeur du Nichan Iftikhar (Tunisie)                           | Commandeur de l'ordre du Ouissam alaouite (Maroc)                              | Commandeur de l'ordre du Ouissam alaouite (Maroc)                              | Commandeur de l'ordre du Ouissam alaouite (Maroc)                              | Officier de l'Ordre de l'Étoile noire (Bénin)                                                     | Officier de l'Ordre de l'Étoile noire (Bénin)                                                     | Officier de l'Ordre de l'Étoile noire (Bénin)                                                     |
| Presidential Unit Citation (États-Unis)                           |                                                                   |                                                                   |                                                                                |                                                                                |                                                                                |                                                                                                   |                                                                                                   |                                                                                                   |

## Hommages
- À Liorac-sur-Louyre, une plaque commémorative a été apposée sur la façade de sa maison natale[5]. Une rue de la commune a également été baptisée en son honneur[6].